# Cap Fréhel
Cap Fréhel er en halvø i Côtes-d'Armor i det nordlige Bretagne i Frankrig. Stedet er et fuglereservat og ligger 8,5 km fra Fréhel og 4 km fra Plévenon.
På halvøen findes to fyrtårne hvor det ældste er fra det 17. århundrede, mens det yngste er fra 1950. Sidstnævnte fyrtårn er 32 meter højt, og lanternen befinder sig 103 meter over havets overflade. I klart vejr kan fyrtårnet ses fra over 100 kilometers afstand.
48°41′00″N 2°19′05″V / 48.6833°N 2.3181°V